# MG T-Type Midget
MG T-Type Midget är en serie sportbilar, tillverkade av den brittiska biltillverkaren MG mellan 1936 och 1955.

## Bakgrund
1935 sålde W R Morris företaget MG till sitt eget Nuffield Organisation. MG gick med förlust och en av anledningarna var att de komplicerade små Midget-bilarna var kostsamma att tillverka. Därför tog man fram en enklare efterträdare som var billigare i tillverkning. Samtidigt åtgärdade man problemet med det trånga passagerarutrymmet, genom att ge bilen en större kaross. Den nya bilen fick även hydrauliska bromsar.

## TA
Den nya Midgeten presenterades 1936. Den var både rymligare och snabbare än företrädaren. TA var den sista Midget som såldes med coupé-kaross.
Produktionen uppgick till drygt 3 000 exemplar.

## TB
I maj 1939 kom TB med en något mindre, men starkare motor. Endast 379 bilar lämnade bandet före krigsutbrottet.

## TC
Hösten 1945 återupptogs produktionen med den nya TC. Den skiljde sig från företrädaren främst genom att man lyckats göra passagerarutrymmet något rymligare i sidled. 
TC:n var den första MG som exporterades till USA. Succén där gjorde att produktionen uppgick till drygt 10 000 exemplar.

## TD
TD från 1950 var på många sätt en helt ny bil, där man placerat kaross och motor från företrädaren i chassit från sedan-modellen MG Y-Type. Det innebar att bilen nu fick individuell hjulupphängning fram och kuggstångsstyrning. Karossen hade breddats för att bli rymligare. Stötfångare blev standarutrustning, liksom tallriksfälgar. Ekerfälgar fick beställas extra. TD:n var också den första MG som byggdes med ratten på vänster sida.
Produktionen uppgick till 29 664 exemplar.

## TF
1953 kom TF, den sista klassiska Midget-modellen. Det var en lätt modifiering av företrädaren, med ny kylare, strålkastarna inbyggda i skärmarna och ny instrumentbräda med åttakantiga instrument, formade som MG-skölden. Bilen såg riktigt gammalmodig ut och försäljningen gick allt sämre. Inte ens en större motor från 1954 hjälpte för att vända trenden. Tillverkningen avslutades i april 1955, flera månader innan efterträdaren MGA gick i produktion, helt enkelt därför att efterfrågan hade upphört.
Produktionen uppgick till 6 200 TF och 3 400 TF1500.
Detta är den mest eftersökta modellen av T-serien.

## Motor
Tidigare Midget-modellers avancerade motor, ersattes med en enklare stötstångsmotor, med större cylindervolym och högre effekt. Växellådan fick synkronisering på de tre högsta växlarna.
| Modell | Motor              | Cylindervolym | Effekt | Bränslesystem       |
| ------ | ------------------ | ------------- | ------ | ------------------- |
| TA     | 4-cyl radmotor ohv | 1292 cm³      | 50 hk  | Dubbla SU förgasare |
| TB-TD  | 4-cyl radmotor ohv | 1250 cm³      | 54 hk  | Dubbla SU förgasare |
| TF     | 4-cyl radmotor ohv | 1250 cm³      | 57 hk  | Dubbla SU förgasare |
| TF1500 | 4-cyl radmotor ohv | 1466 cm³      | 63 hk  | Dubbla SU förgasare |

## Bilder

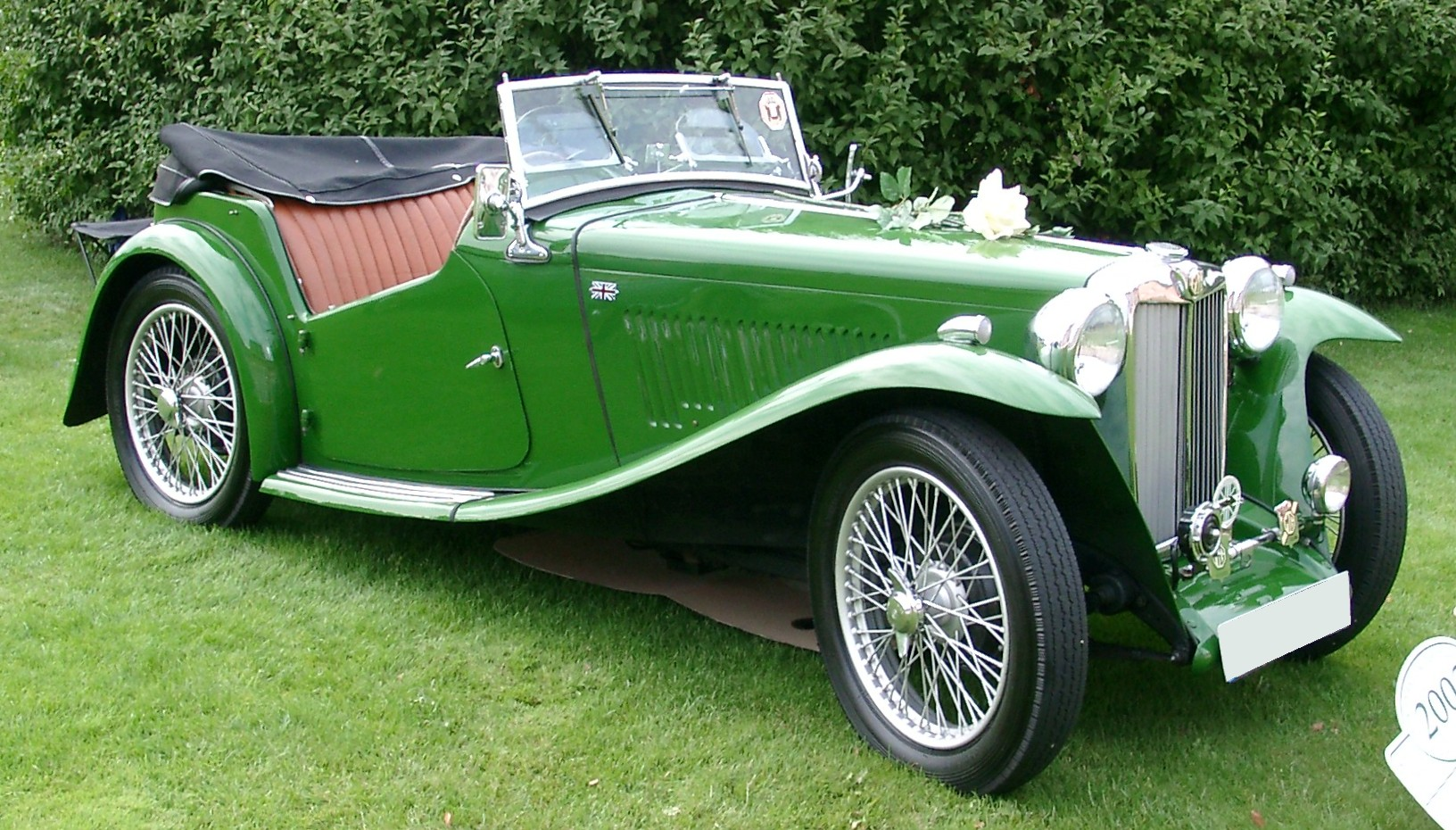
TA
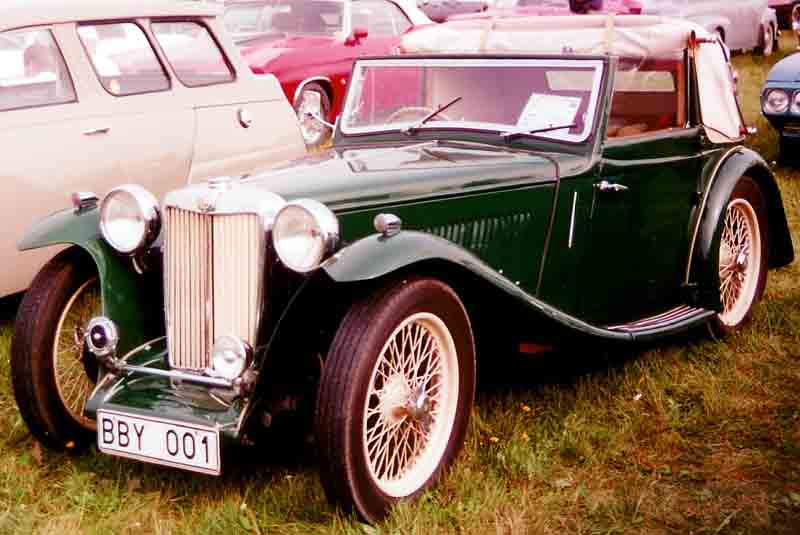
TB
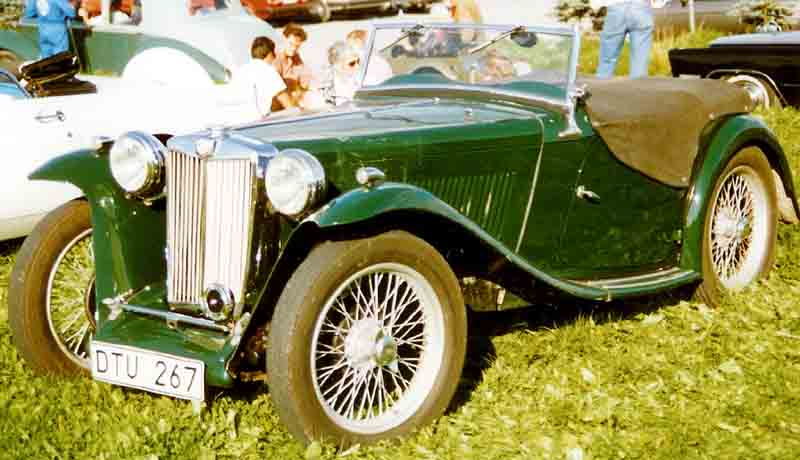
TC
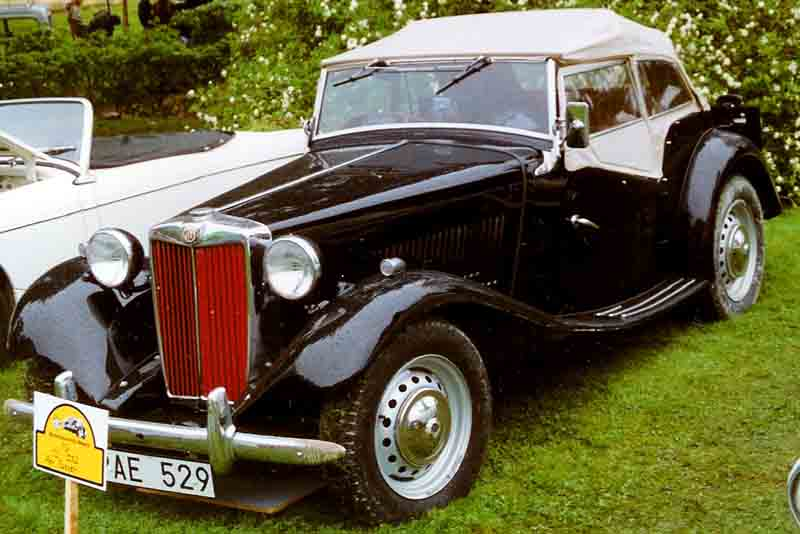
TD
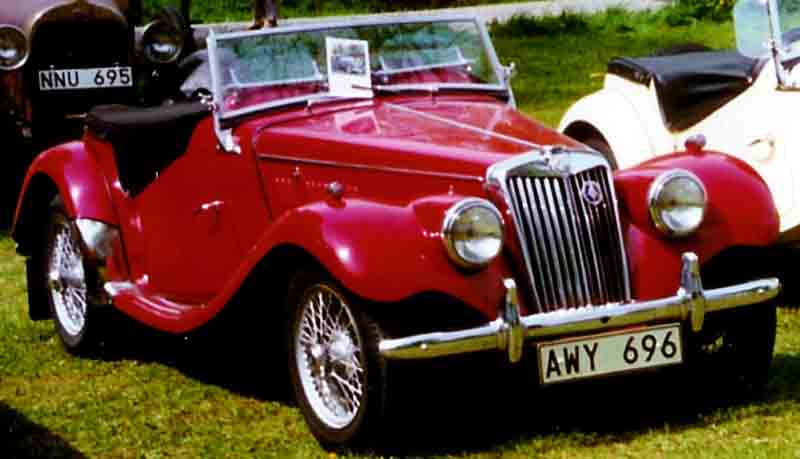
TF